# Elfi Schlegel
Pour les articles homonymes, voir Schlegel.
Elfi Schlegel est une gymnaste canadienne née le 17 mai 1964 à Toronto.
Elle obtint la meilleure performance canadienne de l'histoire dans un championnat du monde avec une 22e place au concours complet en 1978. Elle a gagné en 1981 le championnat national senior du Canada.
Elle s'est reconvertie en commentatrice pour NBC et dirige son propre club de gymnastique artistique à Ontario.